# Associazione Sportiva Giana Erminio 2017-2018
Questa voce raccoglie le informazioni riguardanti l'Associazione Sportiva Giana Erminio nelle competizioni ufficiali della stagione 2017-2018.

## Stagione

### Divise e sponsor
In vista della stagione 2017-2018 la società sigla un contratto biennale con Macron, che subentra a Umbro quale impresa fornitrice del materiale tecnico.
- La divisa principale (preparata specificamente per il club) è decorata sul torso da una serie di strisce verticali celesti su base bianca, che sfumano dal basso verso l'alto lasciando la parte pettorale completamente candida. Egualmente bianche sono le maniche, che terminano con un risvoltino celeste, coordinato con la palatura e con gli "omini" (simbolo dello sponsor tecnico) posti sulle spalle. Il colletto a V non presenta stacchi cromatici rispetto al busto. Il dorso si presenta prevalentemente bianco, con le strisce verticali celesti appena accennate nella parte inferiore; le personalizzazioni sono applicate in blu scuro. Al di sotto del retro del colletto è ricamata la denominazione societaria, a caratteri corsivi.
- La seconda divisa (anch'essa personalizzata) mantiene la tinta rossa già vista nella passata stagione; il torso è bensì solcato da una serie di pinstripes orizzontali bianco-celesti, poste a intervalli regolari. Il retro è invece monocromo, con una singola pinstripe nella parte inferiore; personalizzazioni, scritte e marchi assumono il colore bianco.
- La terza divisa (ricavata dal catalogo dello sponsor tecnico) presenta quale colore dominante il verde fluorescente, con minime finiture di colore nero. Egualmente neri sono i loghi degli sponsor e le personalizzazioni del dorso, mentre mancano completamente i richiami alle tinte sociali principali.

Non viene prevista alcuna maglia specifica per i portieri, che utilizzano anch'essi a rotazione una delle tre divise a seconda delle necessità.
Gli sponsor ufficiali di maglia sono il Caseificio Bamonte (impresa di proprietà del presidente della squadra, il cui marchio è impresso al centro del torso) e Cogeser Energia (impresa specializzata nella produzione e distribuzione di gas naturale ed energia elettrica, il cui logo è impresso sia nella parte bassa del dorso che in alto a destra sul pannello frontale).
| Casa | Trasferta | Terza divisa |

## Organigramma societario
Area direttiva
- Presidente: Oreste Bamonte
- Vicepresidente: Luigi Bamonte
- Consiglieri: Rita Bamonte, Angelo Colombo
- Sindaco Unico: Nicola Papasodero

Area organizzativa
- Team manager: Giorgio Domaneschi
- Responsabile della gestione: Angelo Colombo
- Segretario generale: Pierangelo Manzi
- Responsabile arbitri: Fabio Della Corna
- Delegato alla sicurezza: Paolo Facchetti
- Responsabile gestione stadio: Graziano Giovinazzi

Area comunicazione e marketing
- Rapporti con la tifoseria: Matteo Motta
- Ufficio stampa: Federica Sala, Serena Scandolo
- Fotografo: Sandro Niboli

Area tecnica
- Allenatore: Cesare Albè
- Allenatore in seconda: Raul Bertarelli
- Preparatore atletico: Davide Cochetti
- Preparatore portieri: Matteo Lissoni
- Match analyst: Cristiano Callegaro

Area sanitaria
- Fisioterapista: Luca Fagnani
- Massofisioterapisti: Mauro Bulla, Franco Giombelli
- Responsabile sanitario: Stefano Rossi
- Medici sociali: Davide Mandelli, Maurizio Gallo

Altri
- Magazzinieri: Franco Galletti, Paolo Albé
- Lavanderia: Pinuccia Vicardi Cambié
- Magazziniere e responsabile del campo: Vincenzo Omati

### Rosa
Aggiornata al 31 gennaio 2018.
| N. |                        | Ruolo | Calciatore         |
| -- | ---------------------- | ----- | ------------------ |
| 1  | Inghilterra (bandiera) | P     | Pablo Sánchez      |
| 2  | Italia (bandiera)      | D     | Simone Perico      |
| 3  | Italia (bandiera)      | D     | Valerio Foglio     |
| 4  | Italia (bandiera)      | C     | Riccardo Chiarello |
| 5  | Italia (bandiera)      | C     | Alessio Iovine     |
| 6  | Italia (bandiera)      | D     | Jacopo Concina     |
| 7  | Italia (bandiera)      | C     | Daniele Pinto      |
| 8  | Italia (bandiera)      | C     | Alex Pinardi       |
| 9  | Italia (bandiera)      | A     | Salvatore Bruno    |
| 10 | Italia (bandiera)      | A     | Fabio Perna        |
| 11 | Italia (bandiera)      | C     | Simone Greselin    |
| 12 | Italia (bandiera)      | P     | Roberto Taliento   |

| N. |                    | Ruolo | Calciatore           |
| -- | ------------------ | ----- | -------------------- |
| 13 | Italia (bandiera)  | C     | Lorenzo Degeri       |
| 14 | Italia (bandiera)  | D     | Giacomo Sala         |
| 15 | Italia (bandiera)  | D     | Simone Bonalumi      |
| 16 | Ghana (bandiera)   | A     | Gullit Asante Okyere |
| 17 | Senegal (bandiera) | D     | Mbaye Seck           |
| 18 | Italia (bandiera)  | A     | Axel Caldirola       |
| 19 | Italia (bandiera)  | D     | Gabriele Rocchi      |
| 20 | Italia (bandiera)  | C     | Marco Capano         |
| 21 | Italia (bandiera)  | C     | Matteo Marotta       |
| 23 | Italia (bandiera)  | D     | Alessandro Sosio     |
| 24 | Italia (bandiera)  | D     | Andrea Montesano     |

## Risultati

### Serie C

#### Girone di andata
| Piacenza 27 agosto 2017 1ª giornata                                                   | Pro Piacenza | 3 – 1     | Giana Erminio | Stadio Leonardo Garilli (340 spett.) |
| \| \| \| \| \| La Vigna 50’ Starita 55’ Alessandro 90+2’ \| Marcatori \| 69’ Perna \| |              |           |               |                                      |
|                                                                                       |              |           |               |                                      |
| La Vigna 50’ Starita 55’ Alessandro 90+2’                                             | Marcatori    | 69’ Perna |               |                                      |

| Arbitro: | Schirru (Nichelino) |

|                       |           |                                               |
| Bruno 46’ (rig.), 70’ | Marcatori | 3’ Cutolo 36’ (rig.) Moscardelli 93’ Sabatino |

| Pontedera 10 settembre 2017 3ª giornata                 | Pontedera | 1 – 1     | Giana Erminio | Stadio Ettore Mannucci (403 spett.) |
| \| \| \| \| \| Pesenti 12’ \| Marcatori \| 30’ Bruno \| |           |           |               |                                     |
|                                                         |           |           |               |                                     |
| Pesenti 12’                                             | Marcatori | 30’ Bruno |               |                                     |

| Gorgonzola 15 settembre 2017 4ª giornata       | Giana Erminio | 0 – 1        | Cuneo | Stadio comunale Città di Gorgonzola (676 spett.) |
| \| \| \| \| \| \| Marcatori \| 7’ Anastasia \| |               |              |       |                                                  |
|                                                |               |              |       |                                                  |
|                                                | Marcatori     | 7’ Anastasia |       |                                                  |

| Viterbo 24 settembre 2017 5ª giornata                                                           | Viterbese Castrense | 2 – 3                           | Giana Erminio | Stadio Enrico Rocchi (1 318 spett.) |
| \| \| \| \| \| Cenciarelli 10’ Jefferson 55’ \| Marcatori \| 12’Bardelloni 31’, 57’Chiarello \| |                     |                                 |               |                                     |
|                                                                                                 |                     |                                 |               |                                     |
| Cenciarelli 10’ Jefferson 55’                                                                   | Marcatori           | 12’Bardelloni 31’, 57’Chiarello |               |                                     |

| 1 ottobre 2017 Turno di riposo |  | – |  |  |

| Siena 4 ottobre 2017 7ª giornata | Siena | 0 – 0 | Giana Erminio | Stadio Artemio Franchi (2 585 spett.) |

| Gorgonzola 8 ottobre 2017 8ª giornata                       | Giana Erminio | 3 – 0 | Pistoiese | Stadio comunale Città di Gorgonzola (787 spett.) |
| \| \| \| \| \| Perna 41’, 71’ Iovine 45’ \| Marcatori \| \| |               |       |           |                                                  |
|                                                             |               |       |           |                                                  |
| Perna 41’, 71’ Iovine 45’                                   | Marcatori     |       |           |                                                  |

| Gorgonzola 15 ottobre 2017 9ª giornata                                            | Giana Erminio | 2 – 2                       | Carrarese | Stadio comunale Città di Gorgonzola (789 spett.) |
| \| \| \| \| \| Bruno 11’ Perna 51’ \| Marcatori \| 34’Bentivegna 45+1’Vassallo \| |               |                             |           |                                                  |
|                                                                                   |               |                             |           |                                                  |
| Bruno 11’ Perna 51’                                                               | Marcatori     | 34’Bentivegna 45+1’Vassallo |           |                                                  |

| Arbitro: | Capone (Palermo) |

|                        |           |            |
| Doumbia 40’ Murilo 76’ | Marcatori | 34’ Iovine |

| Gorgonzola 29 ottobre 2017 11ª giornata                                       | Giana Erminio | 2 – 2                   | Alessandria | Stadio comunale Città di Gorgonzola (1 007 spett.) |
| \| \| \| \| \| Bruno 15’ Perna 69’ \| Marcatori \| 11’, 79’ (rig.)González \| |               |                         |             |                                                    |
|                                                                               |               |                         |             |                                                    |
| Bruno 15’ Perna 69’                                                           | Marcatori     | 11’, 79’ (rig.)González |             |                                                    |

| Olbia 4 novembre 2017 12ª giornata                                   | Olbia     | 3 – 0 | Giana Erminio | Stadio Bruno Nespoli (1 213 spett.) |
| \| \| \| \| \| Ogunseye 28’ Ragatzu 57’ Feola 65’ \| Marcatori \| \| |           |       |               |                                     |
|                                                                      |           |       |               |                                     |
| Ogunseye 28’ Ragatzu 57’ Feola 65’                                   | Marcatori |       |               |                                     |

| Gorgonzola 8 novembre 2017 13ª giornata                                                                            | Giana Erminio | 4 – 3                                    | Piacenza | Stadio comunale Città di Gorgonzola (704 spett.) |
| \| \| \| \| \| Chiarello 7’, 47’ Bruno 23’ (rig.), 90’ \| Marcatori \| 2’Pergreffi 11’Segre 71’ (rig.)Pederzoli \| |               |                                          |          |                                                  |
| |               |                                          |          |                                                  |
| Chiarello 7’, 47’ Bruno 23’ (rig.), 90’                                                                            | Marcatori     | 2’Pergreffi 11’Segre 71’ (rig.)Pederzoli |          |                                                  |

| Pisa 12 novembre 2017 14ª giornata | Pisa | 0 – 0 | Giana Erminio | Stadio Arena Garibaldi-Romeo Anconetani (6 179 spett.) |

| Gorgonzola 19 novembre 2017 15ª giornata                                                 | Giana Erminio | 5 – 0 | Prato | Stadio comunale Città di Gorgonzola (596 spett.) |
| \| \| \| \| \| Perico 38’ Bruno 44’, 65’ Chiarello 68’ Bonalumi 90+1’ \| Marcatori \| \| |               |       |       |                                                  |
|                                                                                          |               |       |       |                                                  |
| Perico 38’ Bruno 44’, 65’ Chiarello 68’ Bonalumi 90+1’                                   | Marcatori     |       |       |                                                  |

| Lucca 26 novembre 2017 16ª giornata                             | Lucchese  | 0 – 3                         | Giana Erminio | Stadio Porta Elisa (1 868 spett.) |
| \| \| \| \| \| \| Marcatori \| 17’Perna 74’Pinardi 88’Okyere \| |           |                               |               |                                   |
|                                                                 |           |                               |               |                                   |
|                                                                 | Marcatori | 17’Perna 74’Pinardi 88’Okyere |               |                                   |

| Arbitro: | Feliciani (Teramo) |

|                                 |           |  |
| Perna 2’ Marotta 46’ Iovine 74’ | Marcatori |  |

| Arbitro: | Alessio Clerico (Torino) |

|                              |           |  |
| Brega 21’, 83’ Gemignani 71’ | Marcatori |  |

| Arbitro: | Meraviglia (Pistoia) |

|                              |           |                    |
| Chiarello 27’ (36) Perna 65’ | Marcatori | 48’ Sanna 57’ Vano |

#### Girone di ritorno
| Arbitro: | Stefano Lorenzin (Castelfranco Veneto) |

|            |           |  |
| Perico 48’ | Marcatori |  |

| Arbitro: | Daniele Viotti (Tivoli) |

|                                                  |           |                |
| Cutolo 1’ Moscardelli 5’ Rinaldi 68’ Benucci 84’ | Marcatori | 51’, 57’ Perna |

| Arbitro: | Cosso Francesco (Reggio Calabria) |

|                                      |           |              |
| Bruno S. 27’ Iovine 32’ Bruno S. 43’ | Marcatori | 79’ Pinzauti |

| Arbitro: | Zingarelli (Siena) |

|                  |           |            |
| Dell'Agnello 91’ | Marcatori | 64’ Iovine |

| Gorgonzola 4 febbraio 2018, ore CET 24ª giornata | Giana Erminio | 0 – 0 | Viterbese Castrense | Stadio comunale Città di Gorgonzola |

| 11 febbraio 2018, ore CET Turno di riposo |  | – |  |  |

| Gorgonzola 18 febbraio 2018, ore CET 26ª giornata | Giana Erminio | 0 – 1       | Siena | Stadio comunale Città di Gorgonzola |
| \| \| \| \| \| \| Marcatori \| 16’ Marotta \|     |               |             |       |                                     |
|                                                   |               |             |       |                                     |
|                                                   | Marcatori     | 16’ Marotta |       |                                     |

| Pistoia 25 febbraio 2018, ore CET 27ª giornata          | Pistoiese | 1 – 1     | Giana Erminio | Stadio Marcello Melani |
| \| \| \| \| \| Minardi 33’ \| Marcatori \| 71’Okyere \| |           |           |               |                        |
|                                                         |           |           |               |                        |
| Minardi 33’                                             | Marcatori | 71’Okyere |               |                        |

| Carrara 4 marzo 2018, ore CET 28ª giornata                                     | Carrarese | 2 – 2                 | Giana Erminio | Stadio dei Marmi |
| \| \| \| \| \| Tavano 28’ Tortorì 31’ \| Marcatori \| 9’ Marotta 87’ Okyere \| |           |                       |               |                  |
|                                                                                |           |                       |               |                  |
| Tavano 28’ Tortorì 31’                                                         | Marcatori | 9’ Marotta 87’ Okyere |               |                  |

| Gorgonzola 11 marzo 2018, ore CET 29ª giornata    | Giana Erminio | 0 – 2           | Livorno | Stadio comunale Città di Gorgonzola |
| \| \| \| \| \| \| Marcatori \| 28’, 66’ Murilo \| |               |                 |         |                                     |
|                                                   |               |                 |         |                                     |
|                                                   | Marcatori     | 28’, 66’ Murilo |         |                                     |

| Alessandria 18 marzo 2018, ore CET 30ª giornata                                 | Alessandria | 2 – 2                   | Giana Erminio | Stadio Giuseppe Moccagatta |
| \| \| \| \| \| Sestu 6’ González 11’ \| Marcatori \| 63’ Chirello 87’ Capano \| |             |                         |               |                            |
|                                                                                 |             |                         |               |                            |
| Sestu 6’ González 11’                                                           | Marcatori   | 63’ Chirello 87’ Capano |               |                            |

| Gorgonzola 21 marzo 2018, ore CEST 31ª giornata                         | Giana Erminio | 3 – 0 | Olbia | Stadio comunale Città di Gorgonzola |
| \| \| \| \| \| Bruno 42’ Perico 90+1’ Ceccarelli 72’ \| Marcatori \| \| |               |       |       |                                     |
|                                                                         |               |       |       |                                     |
| Bruno 42’ Perico 90+1’ Ceccarelli 72’                                   | Marcatori     |       |       |                                     |

| Piacenza 25 marzo 2018, ore CEST 32ª giornata              | Piacenza  | 1 – 1        | Giana Erminio | Stadio Leonardo Garilli |
| \| \| \| \| \| Pesenti 72’ \| Marcatori \| 42’Chiarello \| |           |              |               |                         |
|                                                            |           |              |               |                         |
| Pesenti 72’                                                | Marcatori | 42’Chiarello |               |                         |

| Gorgonzola 31 marzo 2018, ore CEST 33ª giornata                                                                               | Giana Erminio | 2 – 4                                                 | Pisa | Stadio comunale Città di Gorgonzola |
| \| \| \| \| \| Bruno 42’ Perico 90+1’ Ceccarelli 72’ \| Marcatori \| 16’ Eusepi 59’Lisuzzo 67’ Sabotic 74’ (aut.) Bonalumi \| |               |                                                       |      |                                     |
| |               |                                                       |      |                                     |
| Bruno 42’ Perico 90+1’ Ceccarelli 72’                                                                                         | Marcatori     | 16’ Eusepi 59’Lisuzzo 67’ Sabotic 74’ (aut.) Bonalumi |      |                                     |

| Pontedera 8 aprile 2018, ore CEST 34ª giornata                                                    | Prato     | 3 – 2                | Giana Erminio | Stadio Ettore Mannucci |
| \| \| \| \| \| Fantacci 24’ Piscitella 32’ Ceccarelli 72’ \| Marcatori \| 41’ Iovine 70’ Perna \| |           |                      |               |                        |
|                                                                                                   |           |                      |               |                        |
| Fantacci 24’ Piscitella 32’ Ceccarelli 72’                                                        | Marcatori | 41’ Iovine 70’ Perna |               |                        |

| Gorgonzola 15 aprile 2018, ore CEST 35ª giornata                 | Giana Erminio | 0 – 2                          | Lucchese | Stadio comunale Città di Gorgonzola (491 spett.) |
| \| \| \| \| \| \| Marcatori \| 44’ (rig.) Baroni 53’ Cecchini \| |               |                                |          |                                                  |
|                                                                  |               |                                |          |                                                  |
|                                                                  | Marcatori     | 44’ (rig.) Baroni 53’ Cecchini |          |                                                  |

| Arbitro: | Guarnieri (Empoli) |

|                 |           |                  |
| Cori 93’ (rig.) | Marcatori | 68’ (rig.) Bruno |

| Gorgonzola 29 aprile 2018, ore CEST 37ª giornata                                                                 | Giana Erminio | 4 – 3 referto                            | Gavorrano | Stadio comunale Città di Gorgonzola |
| \| \| \| \| \| Marotta 12’ Perna 29’, 32’ Okyere 89’ \| Marcatori \| 2’ (rig.) Barbuti 21’ Vitiello 87’ Brega \| |               |                                          |           |                                     |
| |               |                                          |           |                                     |
| Marotta 12’ Perna 29’, 32’ Okyere 89’                                                                            | Marcatori     | 2’ (rig.) Barbuti 21’ Vitiello 87’ Brega |           |                                     |

| Arzachena 6 maggio 2018, ore CEST 38ª giornata             | Arzachena | 1 – 1       | Giana Erminio | Stadio Biagio Pirina |
| \| \| \| \| \| Nuvoli 90+2’ \| Marcatori \| 18’ Marotta \| |           |             |               |                      |
|                                                            |           |             |               |                      |
| Nuvoli 90+2’                                               | Marcatori | 18’ Marotta |               |                      |

#### Play off
| Piacenza 11 maggio 2018, ore 20:30 1º turno                                                              | Piacenza  | 4 – 2                     | Giana Erminio | Stadio Leonardo Garilli |
| \| \| \| \| \| Taugordeau 58’ Romero 71’, 90+1’ Pesenti 80’ \| Marcatori \| 8’ Marotta 90+4’ Greselin \| |           |                           |               |                         |
| |           |                           |               |                         |
| Taugordeau 58’ Romero 71’, 90+1’ Pesenti 80’                                                             | Marcatori | 8’ Marotta 90+4’ Greselin |               |                         |

### Coppa Italia

#### Primo Turno
| Arbitro: | Prontera (Bologna) |

|           |           |                                           |
| Perna 79’ | Marcatori | 36’ Ravasio 52’ (aut.) Perico 89’ Agnello |